# FIFA World Player of the Year
Il FIFA World Player of the Year è stato un premio calcistico assegnato annualmente dalla FIFA dal 1991 al 2009 al miglior calciatore sulla base dei voti di commissari tecnici e dei capitani delle nazionali di calcio. Dal 2010, in seguito alla fusione con il Pallone d'oro, il premio è stato sostituito dal Pallone d'oro FIFA. Nelle ultime 5 edizioni i vincitori del premio erano coincisi con quelli del Pallone d'oro.
Dal 2001 al 2015 la FIFA ha assegnato anche il FIFA Women's World Player of the Year, premio riservato alla miglior calciatrice del mondo. Ronaldo e Zinédine Zidane sono gli unici calciatori ad aver ricevuto il riconoscimento per tre volte. Per le calciatrici il record è di 5 vittorie, tutte consecutive, ottenute da Marta tra il 2006 e il 2010. I vincitori più giovani del premio sono stati Ronaldo e Marta, che lo conquistarono all'età di vent'anni, rispettivamente nel 1996 e nel 2006. Il brasiliano lo vinse nuovamente nel 1997, unico calciatore insieme a Ronaldinho a conquistare il premio per 2 volte consecutive.

## Sistema di votazione
Il sistema di votazione prevedeva che ogni commissario tecnico e ogni capitano di ciascuna Nazionale esprimessero tre preferenze, valide rispettivamente cinque punti, tre punti e un punto. Il numero dei punti totalizzati da ciascun calciatore determinava poi la classifica finale del premio, che era assegnato per gli uomini dal 1991 e per le donne dal 2001.
Dopo aver ricevuto molte critiche da alcuni settori dei media per nomination assai discutibili negli anni passati, a partire dal 2004 la FIFA aveva compilato una lista di 35 calciatori e 21 calciatrici che potevano essere votati dai commissari tecnici e, per la prima volta, dai capitani delle Nazionali di calcio di tutto il mondo e dai rappresentanti del FIFPro (l'organismo rappresentativo mondiale dei calciatori professionisti).
Un'altra critica che era stata rivolta alle nomination è che, nella categoria uomini, per la vittoria del premio non erano mai stati nominati calciatori in attività al di fuori dell'Europa. Per di più i vincitori, escluso nel 2008, al momento della consegna del premio giocavano solo nella Serie A italiana o nella Liga spagnola.

## Vincitori maschili
| Anno | Posizione | Giocatore         | Squadra        |
| ---- | --------- | ----------------- | -------------- |
| 1991 | 1°        | Lothar Matthäus   | Inter          |
| 1991 | 2°        | Jean-Pierre Papin | O. Marsiglia   |
| 1991 | 3°        | Gary Lineker      | Tottenham      |
|      |           |                   |                |
| 1992 | 1°        | Marco van Basten  | Milan          |
| 1992 | 2°        | Hristo Stoichkov  | Barcellona     |
| 1992 | 3°        | Thomas Häßler     | Roma           |
|      |           |                   |                |
| 1993 | 1°        | Roberto Baggio    | Juventus       |
| 1993 | 2°        | Romário           | Barcellona     |
| 1993 | 3°        | Dennis Bergkamp   | Inter          |
|      |           |                   |                |
| 1994 | 1°        | Romário           | Barcellona     |
| 1994 | 2°        | Hristo Stoichkov  | Barcellona     |
| 1994 | 3°        | Roberto Baggio    | Juventus       |
|      |           |                   |                |
| 1995 | 1°        | George Weah       | Milan          |
| 1995 | 2°        | Paolo Maldini     | Milan          |
| 1995 | 3°        | Jürgen Klinsmann  | Bayern Monaco  |
|      |           |                   |                |
| 1996 | 1°        | Ronaldo           | Barcellona     |
| 1996 | 2°        | George Weah       | Milan          |
| 1996 | 3°        | Alan Shearer      | Newcastle Utd  |
|      |           |                   |                |
| 1997 | 1°        | Ronaldo           | Inter          |
| 1997 | 2°        | Roberto Carlos    | Real Madrid    |
| 1997 | 3°        | Dennis Bergkamp   | Arsenal        |
| 1997 | 3°        | Zinédine Zidane   | Juventus       |
|      |           |                   |                |
| 1998 | 1°        | Zinédine Zidane   | Juventus       |
| 1998 | 2°        | Ronaldo           | Inter          |
| 1998 | 3°        | Davor Šuker       | Real Madrid    |
|      |           |                   |                |
| 1999 | 1°        | Rivaldo           | Barcellona     |
| 1999 | 2°        | David Beckham     | Manchester Utd |
| 1999 | 3°        | Gabriel Batistuta | Fiorentina     |
|      |           |                   |                |
| 2000 | 1°        | Zinédine Zidane   | Juventus       |
| 2000 | 2°        | Luís Figo         | Real Madrid    |
| 2000 | 3°        | Rivaldo           | Barcellona     |
|      |           |                   |                |
| 2001 | 1°        | Luís Figo         | Real Madrid    |
| 2001 | 2°        | David Beckham     | Manchester Utd |
| 2001 | 3°        | Raúl              | Real Madrid    |
|      |           |                   |                |
| 2002 | 1°        | Ronaldo           | Real Madrid    |
| 2002 | 2°        | Oliver Kahn       | Bayern Monaco  |
| 2002 | 3°        | Zinédine Zidane   | Real Madrid    |
|      |           |                   |                |
| 2003 | 1°        | Zinédine Zidane   | Real Madrid    |
| 2003 | 2°        | Thierry Henry     | Arsenal        |
| 2003 | 3°        | Ronaldo           | Real Madrid    |
|      |           |                   |                |
| 2004 | 1°        | Ronaldinho        | Barcellona     |
| 2004 | 2°        | Thierry Henry     | Arsenal        |
| 2004 | 3°        | Andrij Ševčenko   | Milan          |
|      |           |                   |                |
| 2005 | 1°        | Ronaldinho        | Barcellona     |
| 2005 | 2°        | Frank Lampard     | Chelsea        |
| 2005 | 3°        | Samuel Eto'o      | Barcellona     |
|      |           |                   |                |
| 2006 | 1°        | Fabio Cannavaro   | Real Madrid    |
| 2006 | 2°        | Zinédine Zidane   | Real Madrid    |
| 2006 | 3°        | Ronaldinho        | Barcellona     |
|      |           |                   |                |
| 2007 | 1°        | Kaká              | Milan          |
| 2007 | 2°        | Lionel Messi      | Barcellona     |
| 2007 | 3°        | Cristiano Ronaldo | Manchester Utd |
|      |           |                   |                |
| 2008 | 1°        | Cristiano Ronaldo | Manchester Utd |
| 2008 | 2°        | Lionel Messi      | Barcellona     |
| 2008 | 3°        | Fernando Torres   | Liverpool      |
|      |           |                   |                |
| 2009 | 1°        | Lionel Messi      | Barcellona     |
| 2009 | 2°        | Cristiano Ronaldo | Real Madrid    |
| 2009 | 3°        | Xavi              | Barcellona     |

Fonte:
Dal 2010 al 2015, il miglior giocatore al mondo è stato premiato con il Pallone d'oro FIFA. Nel 2016 la FIFA ha creato il The Best FIFA Men's Player per premiare il miglior giocatore al mondo.

### Vittorie per giocatore
| Giocatore         | 1°                   | 2°             | 3°             |
| ----------------- | -------------------- | -------------- | -------------- |
| Zinédine Zidane   | 3 (1998, 2000, 2003) | 1 (2006)       | 2 (1997, 2002) |
| Ronaldo           | 3 (1996, 1997, 2002) | 1 (1998)       | 1 (2003)       |
| Ronaldinho        | 2 (2004, 2005)       | —              | 1 (2006)       |
| Lionel Messi      | 1 (2009)             | 2 (2007, 2008) | —              |
| Cristiano Ronaldo | 1 (2008)             | 1 (2009)       | 1 (2007)       |
| Luís Figo         | 1 (2001)             | 1 (2000)       | —              |
| Romário           | 1 (1994)             | 1 (1993)       | —              |
| George Weah       | 1 (1995)             | 1 (1996)       | —              |
| Roberto Baggio    | 1 (1993)             | —              | 1 (1994)       |
| Rivaldo           | 1 (1999)             | —              | 1 (2000)       |
| Marco van Basten  | 1 (1992)             | —              | —              |
| Fabio Cannavaro   | 1 (2006)             | —              | —              |
| Kaká              | 1 (2007)             | —              | —              |
| Lothar Matthäus   | 1 (1991)             | —              | —              |

### Vittorie per nazionalità
| Nazione     | Vittorie | Totale podi |
| ----------- | -------- | ----------- |
| Brasile     | 8        | 14          |
| Francia     | 3        | 9           |
| Portogallo  | 2        | 5           |
| Italia      | 2        | 4           |
| Argentina   | 1        | 4           |
| Germania    | 1        | 4           |
| Paesi Bassi | 1        | 3           |
| Liberia     | 1        | 2           |

### Vittorie per club
| Club           | Vittorie | Totale podi |
| -------------- | -------- | ----------- |
| Barcellona     | 6        | 15          |
| Real Madrid    | 4        | 11          |
| Juventus       | 3        | 5           |
| Milan          | 3        | 6           |
| Inter          | 2        | 4           |
| Manchester Utd | 1        | 4           |

## Vincitrici femminili
| Anno | Posizione | Giocatrice       | Club                   |
| ---- | --------- | ---------------- | ---------------------- |
| 2001 | 1°        | Mia Hamm         | Washington Freedom     |
| 2001 | 2°        | Sun Wen          | Atlanta Beat           |
| 2001 | 3°        | Tiffeny Milbrett | New York Power         |
|      |           |                  |                        |
| 2002 | 1°        | Mia Hamm         | Washington Freedom     |
| 2002 | 2°        | Birgit Prinz     | 1. FFC Francoforte     |
| 2002 | 3°        | Sun Wen          | Atlanta Beat           |
|      |           |                  |                        |
| 2003 | 1°        | Birgit Prinz     | 1. FFC Francoforte     |
| 2003 | 2°        | Mia Hamm         | Washington Freedom     |
| 2003 | 3°        | Hanna Ljungberg  | Umeå IK                |
|      |           |                  |                        |
| 2004 | 1°        | Birgit Prinz     | 1. FFC Francoforte     |
| 2004 | 2°        | Mia Hamm         | Washington Freedom     |
| 2004 | 3°        | Marta            | Umeå IK                |
|      |           |                  |                        |
| 2005 | 1°        | Birgit Prinz     | 1. FFC Francoforte     |
| 2005 | 2°        | Marta            | Umeå IK                |
| 2005 | 3°        | Shannon Boxx     | Svincolata             |
|      |           |                  |                        |
| 2006 | 1°        | Marta            | Umeå IK                |
| 2006 | 2°        | Kristine Lilly   | KIF Örebro DFF         |
| 2006 | 3°        | Renate Lingor    | 1. FFC Francoforte     |
|      |           |                  |                        |
| 2007 | 1°        | Marta            | Umeå IK                |
| 2007 | 2°        | Birgit Prinz     | 1. FFC Francoforte     |
| 2007 | 3°        | Cristiane        | VfL Wolfsburg          |
|      |           |                  |                        |
| 2008 | 1°        | Marta            | Umeå IK                |
| 2008 | 2°        | Birgit Prinz     | 1. FFC Francoforte     |
| 2008 | 3°        | Cristiane        | Corinthians            |
|      |           |                  |                        |
| 2009 | 1°        | Marta            | Santos                 |
| 2009 | 2°        | Birgit Prinz     | 1. FFC Francoforte     |
| 2009 | 3°        | Kelly Smith      | Boston Breakers        |
|      |           |                  |                        |
| 2010 | 1°        | Marta            | Santos                 |
| 2010 | 2°        | Birgit Prinz     | 1. FFC Francoforte     |
| 2010 | 3°        | Fatmire Bajramaj | 1. FFC Turbine Potsdam |
|      |           |                  |                        |
| 2011 | 1°        | Homare Sawa      | INAC Kobe Leonessa     |
| 2011 | 2°        | Marta            | Western New York Flash |
| 2011 | 3°        | Abby Wambach     | MagicJack              |
|      |           |                  |                        |
| 2012 | 1°        | Abby Wambach     | Svincolata             |
| 2012 | 2°        | Marta            | Tyresö                 |
| 2012 | 3°        | Alex Morgan      | Seattle Sounders Women |
|      |           |                  |                        |
| 2013 | 1°        | Nadine Angerer   | Brisbane Roar          |
| 2013 | 2°        | Abby Wambach     | Western New York Flash |
| 2013 | 3°        | Marta            | Tyresö                 |
|      |           |                  |                        |
| 2014 | 1°        | Nadine Keßler    | VfL Wolfsburg          |
| 2014 | 2°        | Marta            | FC Rosengård           |
| 2014 | 3°        | Abby Wambach     | Western New York Flash |
|      |           |                  |                        |
| 2015 | 1°        | Carli Lloyd      | Houston Dash           |
| 2015 | 2°        | Célia Šašić      | 1. FFC Francoforte     |
| 2015 | 3°        | Aya Miyama       | Okayama Yunogo Belle   |

Fonte:
Nel 2016 la FIFA ha creato il The Best FIFA Women's Player per premiare la miglior giocatrice al mondo.

### Vittorie per giocatrice
| Giocatrice     | 1°                               | 2°                               | 3°             |
| -------------- | -------------------------------- | -------------------------------- | -------------- |
| Marta          | 5 (2006, 2007, 2008, 2009, 2010) | 4 (2005, 2011, 2012, 2014)       | 2 (2004, 2013) |
| Birgit Prinz   | 3 (2003, 2004, 2005)             | 5 (2002, 2007, 2008, 2009, 2010) | —              |
| Mia Hamm       | 2 (2001, 2002)                   | 2 (2003, 2004)                   | —              |
| Abby Wambach   | 1 (2012)                         | 1 (2013)                         | 2 (2011, 2014) |
| Nadine Angerer | 1 (2013)                         | —                                | —              |
| Nadine Keßler  | 1 (2014)                         | —                                | —              |
| Carli Lloyd    | 1 (2015)                         | —                                | —              |
| Homare Sawa    | 1 (2011)                         | —                                | —              |

### Vittorie per nazionalità
| Nazione     | Vittorie | Totale podi |
| ----------- | -------- | ----------- |
| Germania    | 5        | 13          |
| Brasile     | 5        | 13          |
| Stati Uniti | 4        | 13          |
| Giappone    | 1        | 2           |

### Vittorie per club
| Club               | Vittorie | Totale podi |
| ------------------ | -------- | ----------- |
| 1. FFC Francoforte | 3        | 11          |
| Umeå IK            | 3        | 6           |
| Washington Freedom | 2        | 4           |
| Santos             | 2        | 2           |
| VfL Wolfsburg      | 1        | 2           |
| Brisbane Roar      | 1        | 1           |
| Houston Dash       | 1        | 1           |
| INAC Kobe Leonessa | 1        | 1           |

### Annotazioni
1. ↑  Romário si trasferì al Barcellona dal PSV nel corso del 1993.
2. ↑  Bergkamp si trasferì all'Inter dall'Ajax nel corso del 1993.
3. ↑  Weah si trasferì al Milan dal Paris Saint-Germain nel corso del 1995.
4. ↑  Klinsmann si trasferì al Bayern Monaco dal Tottenham nel corso del 1995.
5. ↑  Ronaldo si trasferì al Barcellona dal PSV Eindhoven nel corso del 1996.
6. ↑  Shearer si trasferì al Newcastle United dal Blackburn Rovers nel corso del 1996.
7. ↑  Ronaldo si trasferì all'Inter dal Barcellona nel corso del 1997.
8. ↑  Figo si trasferì al Real Madrid dal Barcellona nel corso del 2000.
9. ↑  Ronaldo si trasferì al Real Madrid dall'Inter nel corso del 2002.
10. ↑  Cannavaro si trasferì al Real Madrid dalla Juventus nel corso del 2006.
11. ↑  Zidane si è ritirato nel corso del 2006.
12. ↑  Cristiano Ronaldo si trasferì al Real Madrid dal Manchester United nel corso del 2009.
13. ↑  Cristiane si trasferì al Santos dal Linköpings nel corso del 2008.
14. ↑  Marta si trasferì al Santos dal Los Angeles Sol nel corso del 2009.
15. ↑  Smith si trasferì al Boston Breakers dall'Arsenal Ladies nel corso del 2009.
16. ↑  Marta si trasferì al Western New York Flash dal Santos nel corso del 2011.
17. ↑  Angerer si trasferì al Brisbane Roar dal 1. FFC Francoforte nel corso del 2013.
18. ↑  Marta si trasferì al Rosengård dal Tyresö nel corso del 2014.

### Fonti
1. 1 2 3  (EN) FACTSheet FIFA awards (PDF), in FIFA. URL consultato il 19 gennaio 2016 (archiviato dall'url originale il 22 gennaio 2016).
2. ↑  (EN) Messi takes first award, Marta obtains record-breaking fourth crown, in FIFA, 21 dicembre 2009. URL consultato il 24 marzo 2014 (archiviato dall'url originale il 19 maggio 2019).
3. ↑  (EN) Thirty-five stars make Zurich shortlist, in FIFA, 6 ottobre 2004. URL consultato il 24 marzo 2014 (archiviato dall'url originale il 24 marzo 2014).